# جائزة بلجيكا الكبرى 1997
جائزة بلجيكا الكبرى 1997 هو سباق فورمولا 1 أقيم بتاريخ 24 أغسطس 1997 في حلبة دي سبا فرانكورشومب، حمام معدني، بلجيكا. كان الثاني عشر من أصل 17 في بطولة العالم لسباقات الفورمولا واحد موسم 1997.

## الترتيب النهائي
| الترتيب | السائق                | النقاط |
| ------- | --------------------- | ------ |
| 1       | مايكل شوماخر          | 66     |
| 2       | جاك فيلنوف            | 55     |
| 3       | هاينز هارالد فرينتزين | 23     |
| 4       | جان إليزي             | 22     |
| 5       | غيرهارد بيرغر         | 21     |
| المصدر: |                       |        |

## وصلات خارجية
- الموقع الرسمي